# 2018年6月中国大陆

## 6月1日
- 国务委员、中华人民共和国外交部长王毅抵达布鲁塞尔会见比利时副首相兼外交大臣（英语：List of Foreign Ministers of Belgium）迪迪埃·雷恩代尔（英语：Didier Reynders），就列日暴动事件（英语：2018 Liège attack）向外长表示慰问，并推动一带一路与比利时发展战略的对接[1]。同日他同欧盟外交与安全政策高级代表费代丽卡·莫盖里尼共同主持第八轮中欧高级别战略对话，强调强化共识、共同维护联合国宗旨和原则，维护多边主义进程和全球自由贸易体制[2][3]。
- 1日至2日，内蒙古大兴安岭林区发生两起森林火灾事故，大火燃烧5天5夜，最终蔓延到黑龙江省境内，有4000多名消防员到场扑救。截至6日10时，整个火场全面得到控制，起火原因为雷击所致。[4][5][6]

## 6月3日
- 崔永元曝光范冰冰签约片酬合约时采用价码一高一低的“阴阳合同”偷税后，国家税务总局下令全面清查同类现象[7]。

## 6月4日
- 中华人民共和国外交部长王毅在南非出席金砖国家外长正式会晤时，围绕“金砖务实合作和领导人约翰内斯堡会晤”议题发言[8]。他表示世界正面临百年未有之大变局，金砖国家在维护世界稳定、促进共同发展方面负有重要国际责任[9]。同日他同南非外长林迪威·西苏鲁（英语：Lindiwe Sisulu）举行会谈，落实7月、9月的金砖国家领导人会晤和中非合作论坛峰会[10]。
- 浙江省高级人民法院对杭州保姆纵火案二审结果宣判，维持对被告人莫焕晶的死刑判决[11]。

## 6月5日
- 辽宁省本溪市一处铁矿工地发生爆炸，至少完成11人死亡，9人受伤，而困于矿场工作井的25名矿工有23名获救[12][13]。
- 河南省漯河市解放军老兵眷屬翟洪蓮打算到北京退伍军人事务部上访前被当地政府截访并拘留，当地老兵上街游行声援全部被拘后，得到全国各地数千名老兵前来支援。为避免事态进一步扩大，漯河市政府决定释放所有被捕者[14]。

## 6月6日
- 第十届海峡论坛在厦门举行。中共中央政治局常委、全国政协主席汪洋出席论坛开幕式并致辞[15][16][17][18]。

## 6月8日
- 国家主席习近平向俄罗斯总统弗拉基米尔·普京颁发首枚友谊勋章[19]。

## 6月10日
- 2018年上海合作组织青岛峰会举行[20]。

## 6月19日
- 江蘇省鎮江市發生解放軍老兵集體維權事件。[21]
- 個人所得稅法迎來第七次修訂，起征點拟将个税起征点由每月3500元提至每月5000元[22]。
- 金正恩在夫人李雪主陪同下，于2018年美朝首脑会晤后第三度访华[23][24]。

## 6月20日
- 甘肃省庆阳市西峰区一名19岁的李姓女子跳楼自杀。事后发现，高中期间，李某被班主任吴某猥亵。进入司法程序后，庆阳市西峰区检察院不认为吴某涉嫌犯罪，不予起诉。26日，庆阳市公安局西峰分局就事件举行媒体通气会[25]。

## 6月25日
- 南京江宁湖熟句容河中发现一具女童遗体[26][27]

## 6月28日
- 上海徐汇区世界外国语小学门前发生持刀砍人事件。一名男子挥刀砍向3名男童和一名女性家长，其中2名男童伤重不治身亡。